# Невралгія
Невралгія (від дав.-гр. νεῦρον — «жила, нерв» + ἄλγος — «біль») — ураження периферійних нервів, що характеризується нападами болю в зоні іннервації будь-якого нерва. На відміну від невриту, при невралгії немає рухових порушень і випадання чутливості, а в ураженому нерві відсутні структурні зміни. Невралгія розвивається переважно в нервах, що проходять у вузьких каналах і отворах.

## Загальні відомості
При так званій первинній, або есенціальній, невралгії клінічне обстеження не виявляє будь-яких інших захворювань; при вторинній, або симптоматичній, невралгії виявляються запальні, пухлинні та інші процеси, які негативно діють на нерв.
Невралгія може бути в будь-якій частині тіла: від голови до стоп. У більшості випадків невралгія з'являється в результаті різних травм, інфекцій або важких форм застудних захворювань. Переохолодження — ще одна вагома причина появи невралгії. У разі тривалого перебігу невралгія переходить в невритичну стадію, тобто з'являються виражені структурні зміни в нерві і випадання чутливості.

## Види невралгії
Найчастіший вид невралгії — ураження трійчастого (тригемінального) нерва, рідше зустрічається невралгія великого чи малого потиличних, язиковоглоткового нервів та інших.
- Невралгія трійчастого нерва — вид невралгії, що утворюється в результаті травм обличчя, запалення пазух носа, хвороб зубів або неправильного прикусу. Напад болю при такому вигляді невралгії може виникнути в будь-яку хвилину. Біль може з'явитися через гарячу або холодну їжу, гучний звук, яскраве світло, під час чищення зубів. Якщо хворий доторкнеться до кінчика носа, до ясен або верхньої губи, це також може викликати у нього напад болю. Свербіж шкіри обличчя та відчуття мурашок сигналізують про початок нападу. Потім з'являється різкий біль, який триває кілька хвилин. Під час нападу невралгії трійчастого нерва хворий не може навіть відкрити рот від болю. При невралгії трійчастого нерва можуть виникнути деякі із зазначених нижче ознак:
  - Напади сильного, стріляючого чи колючого болю в одній половині обличчя, подібні до електричного удару;
  - Спонтанні напади болю або напади, спровоковані дотиком до обличчя, жуванням, розмовою, дією холодного повітря або чищенням зубів;
  - Напади болю, які тривають від однієї до кількох секунд;
  - Кілька нападів болю протягом декількох днів, тижнів, місяців або більш тривалого часу. У деяких пацієнтів бувають періоди, коли вони не відчувають болю;
  - Біль в ділянках, контрольованих трійчастим нервом (нервовими гілками), включаючи щоки, щелепу, зуби, губи або рідше очі і чоло;
  - Біль, що одночасно вражає одну половину обличчя;
  - Напади, які з часом стають більш частими і інтенсивними.

Якщо людина відчуває біль у ділянці обличчя, особливо тривалий чи такий, що повторюється, або ж біль, який неможливо полегшити знеболюючими засобами, їй слід звернутися до лікаря.
- При  міжреберній невралгії у хворого з'являється сильний біль в області ребер. Цей біль посилюється при кашлі або чханні. Найчастіше цей вид невралгії з'являється після остеохондрозу грудного відділу хребта.
- Невралгія зовнішнього шкірного нерва стегна супроводжується болем в області зовнішньої частини стегна. Під час такого захворювання хворий відчуває шкірне печіння і оніміння. Напад посилюється при будь-якому русі хворого.
- Невралгія крилонебного вузла найчастіше виникає раптово, в нічний час доби. Напад може тривати від 2-х — 3-х годин до двох тижнів. Весь цей час хворий відчуває дуже сильний біль піднебіння, скронь, очей, шиї. У деяких випадках біль переходить навіть до кистей.
- Невралгія язиковоглоткового нерва. Цей тип невралгії зустрічається дуже рідко. Першими ознаками нападу є біль у горлі, який поширюється на вухо і нижню щелепу.
- При невралгії потиличного нерва хворий відчуває біль від потилиці до скронь, а також в області очей. Руху під час нападу можуть викликати навіть блювоту.

## Симптоми
Болі при невралгії мають нападоподібний характер, супроводжується невралгія вегетативно-судинними порушеннями (почервоніння шкірних покривів, сльозотеча тощо), а іноді — больовим тиком — місцевими судомами м'язів. В інших випадках болі стають безперервними і проходять тільки після прийому знеболюючого.

## Лікування
При вторинних невралгіях — терапія основного захворювання; при первинних — ін'єкції новокаїну, вітаміни групи B, місцево — апікаін[що це?], фізіотерапевтичне лікування. Явний результат в лікуванні невралгії дає застосування лазера, голковколювання, імпульсних струмів, магнітних і електромагнітних полів, ультразвуку, інфрачервоного та ультрафіолетового випромінювання. У тих випадках, коли не допомагають ні ліки, ні фізіопроцедури, вдаються до хірургічного втручання.
Специфічний засіб лікування невралгії трійчастого нерва — протисудомні препарати. Останні часто виявляються єдиним ефективним аналгетичним засобом. Зазвичай застосовують препарати карбамазепіну. Лікування проходить довгостроково, до повного припинення симптомів.